# Gadencourt
Gadencourt és un municipi francès situat al departament de l'Eure i a la regió de Normandia. L'any 2007 tenia 394 habitants.

## Demografia

### Població
El 2007 la població de fet de Gadencourt era de 394 persones. Hi havia 133 famílies, de les quals 20 eren unipersonals (4 homes vivint sols i 16 dones vivint soles), 36 parelles sense fills, 69 parelles amb fills i 8 famílies monoparentals amb fills.
La població ha evolucionat segons el següent gràfic:
Habitants censats

### Habitatges
El 2007 hi havia 167 habitatges, 135 eren l'habitatge principal de la família, 25 eren segones residències i 7 estaven desocupats. 164 eren cases i 2 eren apartaments. Dels 135 habitatges principals, 113 estaven ocupats pels seus propietaris, 20 estaven llogats i ocupats pels llogaters i 1 estava cedit a títol gratuït; 4 tenien dues cambres, 18 en tenien tres, 32 en tenien quatre i 80 en tenien cinc o més. 101 habitatges disposaven pel capbaix d'una plaça de pàrquing. A 54 habitatges hi havia un automòbil i a 79 n'hi havia dos o més.

### Piràmide de població
La piràmide de població per edats i sexe el 2009 era:
| Homes | Edats   | Dones |
| ----- | ------- | ----- |
| 0     | 95 o +  | 0     |
| 0     | 90 a 94 | 0     |
| 0     | 85 a 89 | 0     |
| 4     | 80 a 84 | 0     |
| 8     | 75 a 79 | 8     |
| 0     | 70 a 74 | 4     |
| 8     | 65 a 69 | 4     |
| 8     | 60 a 64 | 8     |
| 0     | 55 a 59 | 8     |
| 0     | 50 a 54 | 4     |
| 8     | 45 a 49 | 20    |
| 8     | 40 a 44 | 12    |
| 20    | 35 a 39 | 16    |
| 16    | 30 a 34 | 20    |
| 8     | 25 a 29 | 8     |
| 12    | 20 a 24 | 12    |
| 24    | 15 a 19 | 8     |
| 12    | 10 a 14 | 24    |
| 20    | 5 a 9   | 4     |
| 8     | 0 a 4   | 16    |

## Economia
El 2007 la població en edat de treballar era de 258 persones, 200 eren actives i 58 eren inactives. De les 200 persones actives 179 estaven ocupades (97 homes i 82 dones) i 21 estaven aturades (6 homes i 15 dones). De les 58 persones inactives 14 estaven jubilades, 19 estaven estudiant i 25 estaven classificades com a «altres inactius».

### Ingressos
El 2009 a Gadencourt hi havia 134 unitats fiscals que integraven 393 persones, la mediana anual d'ingressos fiscals per persona era de 21.548 €.

### Activitats econòmiques
Dels 19 establiments que hi havia el 2007, 4 eren d'empreses de fabricació d'altres productes industrials, 6 d'empreses de construcció, 3 d'empreses de transport, 1 d'una empresa immobiliària, 4 d'empreses de serveis i 1 d'una entitat de l'administració pública.
Dels 5 establiments de servei als particulars que hi havia el 2009, 1 era un paleta, 1 guixaire pintor, 1 fusteria, 1 electricista i 1 empresa de construcció.
L'any 2000 a Gadencourt hi havia 5 explotacions agrícoles.

## Poblacions properes
El següent diagrama mostra les poblacions més properes.